# Tolerancia religiosa

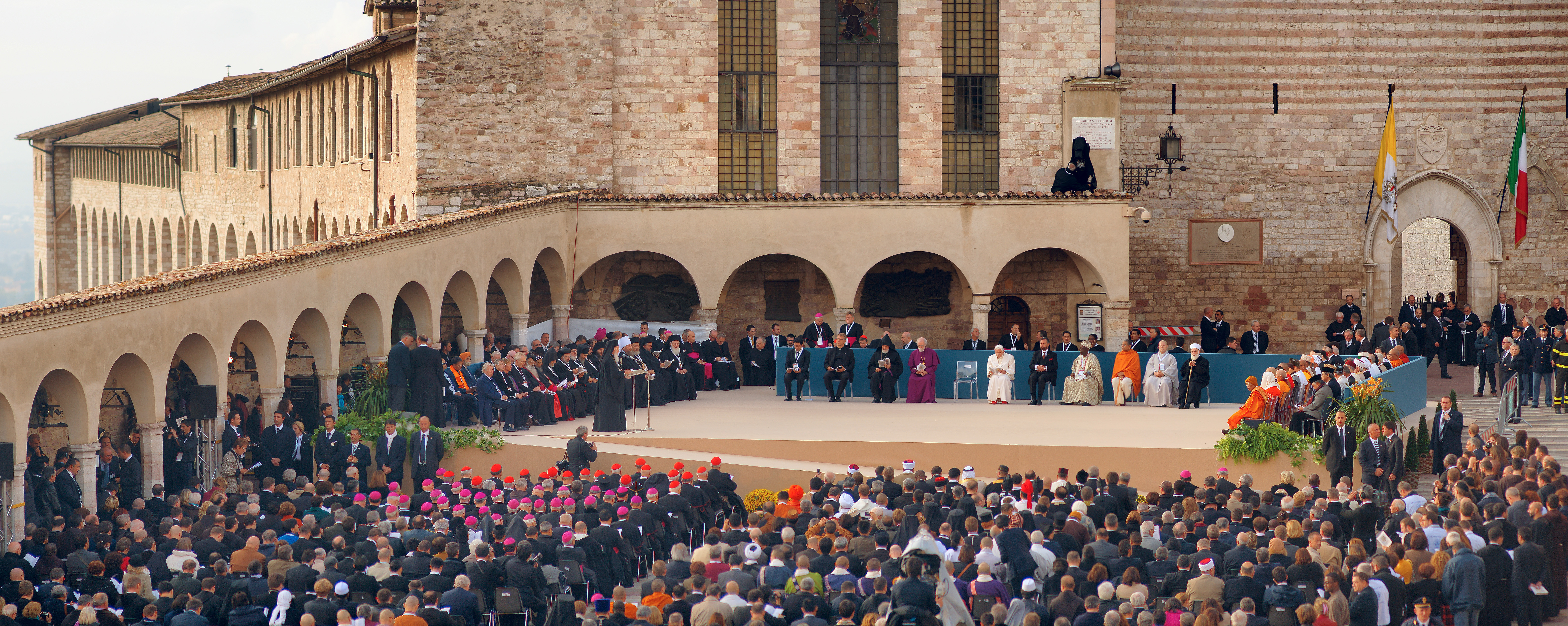
Encuentro interreligioso en Asís (Italia, 27 de octubre de 2011)

La tolerancia religiosa significa respetar y aceptar la existencia de otras formas de vida, creencias e ideas, así como la no creencia en ninguna religión. El concepto opuesto, la intolerancia religiosa, puede consistir en considerar ciertas creencias como anómalas, fuera de lugar o heréticas por el simple hecho de ser diferentes.
Para que se dé la tolerancia religiosa es necesario que los individuos y las instituciones reconozcan la pluralidad y la diversidad del mundo en que vivimos, así como la existencia de conceptos que para otros son importantes aunque pertenezcan a una minoría.
Los dogmas de un culto en particular se deben interpretar como para uso dentro de la comunidad que los profesa y sin involucrar a terceros en el mundo exterior que no deseen participar de ellos. En el caso de la relación entre personas de distintos credos religiosos (o que no practican ninguno), puede aplicarse el principio moral de la llamada regla de oro, presente en casi toda cultura, religión o filosofía como una regla fundamental: "trata a los demás como quieres que te traten a ti", llamando así, no solo a convivir con tolerancia y respeto , sino también a tratar a todos como quisiéramos ser tratados de igual forma.

Fuera del entorno religioso debe privar lo que se establece en la Declaración Universal de los Derechos Humanos; artículo 18:

Toda persona tiene derecho a la libertad de pensamiento, de conciencia y de religión; este derecho incluye la libertad de cambiar de religión o de creencia, así como la libertad de manifestar su religión o su creencia, individual y colectivamente, tanto en público como en privado, por la enseñanza, la práctica, el culto y la observancia.

## Edad Antigua y Edad Media

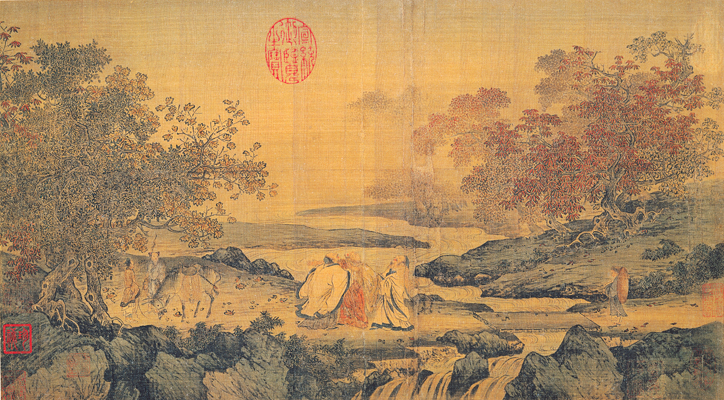
Pintura de la dinastía Song representando a un budista, un taoísta y un confuciano riendo juntos

Los paganos por lo general eran tolerantes en materia religiosa y al creer en múltiples dioses usualmente aceptaban que los dioses de otras culturas existían también o eran versiones diferentes de sus propios dioses. Al no haber distinción entre religión y política, las ofensas religiosas se consideraban "asuntos de estado" (como en la condena a Sócrates). Estas religiones daban más énfasis a la práctica que no a la fe en sí. [cita requerida]
Fue con el surgimiento del monoteísmo que se inició un concepto de exclusividad religiosa. Sin embargo, las primeras religiones monoteístas (o henoteístas) como el zoroastrismo y el judaísmo eran religiones étnicas que no buscaban imponer sus creencias fuera de su propio grupo étnico o nacional, pero si prohibían estrictamente que miembros de su pueblo tuvieran algún tipo de práctica religiosa proveniente de otro pueblo o disintiera de la interpretación considerada ortodoxa. Esto por la naturaleza de “pacto” entre su colectivo étnico y su deidad (característica propia del henoteísmo). 
Un notorio caso de tolerancia religiosa antigua fue el Edicto de Milán del año 313, donde los emperadores Constantino I y Licinio decretan la libertad total de culto para todas las religiones existentes en el Imperio, sin que ninguna predomine sobre las otras. Así la religión cristiana pasa de ser una religión
perseguida a ser una religión que puede ser practicada públicamente, por lo tanto lícita. 
El cristianismo generó una de las primeras religiones proselitistas que buscaba convertir a los demás pueblos. Durante los tiempos de la Edad Antigua, (pero sobre todo en la Edad Media), cuando el Estado se hallaba aunado a la Iglesia, no se tenía una tolerancia religiosa significativa: consideraba a las demás religiones (excepto el judaísmo) como falsas, los paganos eran perseguidos o convertidos a la fuerza, las otras religiones monoteístas, como otras ramas del cristianismo, el Islam y las doctrinas gnósticas (como el catarismo) eran consideradas simples herejías. Sin embargo, también hay que mencionar que en este período de la historia , surgieron hombres notables que dieron un enfoque más razonable en el conocimiento, o diálogo tolerante ante otras religiones y culturas distintas, por ejemplo Pedro el venerable de la orden de Cluny, Francisco de Asís fundador de la Orden franciscana (quien en plena guerra buscó al sultán de Egipto al-Malik al-Kamil en son de paz), y a Ramon Llull, un miembro cercano a dicha orden. También se puede mencionar al rey Dionisio I de Portugal, a Paweł Włodkowic y al cardenal Nicolas de Cusa.
El islam establecería una de las primeras bases de tolerancia religiosa en la Edad Media, al establecer el derecho de la Gente del Libro a practicar discretamente su religión. La Gente del Libro eran, según el Corán, las otras religiones monoteístas que precedieron al islam y fueron inspiradas por el mismo Dios; judíos, cristianos y sabeos (estos últimos fueron considerados tanto los seguidores del sabeísmo yemení, como los mandeos y zoroastrianos). 
Así, mientras que los judíos no admitían ninguna religión precedente como inspirada por Dios, los cristianos admitían a los judíos como una religión revelada, si bien no habían aceptado al Mesías, sin embargo no aceptaban a otras formas disidentes de cristianismo ni al islam. De forma similar, los musulmanes aceptaban a judíos, cristianos y sabeos como religiones reveladas, pero no así a las religiones que, aunque monoteístas, surgieran posteriormente al islam. Y ninguno de los anteriores admitía la validez de las religiones politeístas o paganas, aunque hubo excepciones notables.Hay que decir que igual se dieron casos de sincretismo con culturas locales.
En el Lejano Oriente las diferentes religiones solían convivir pacíficamente e incluso tener mucho sincretismo, aunque hubo algunos enfrentamientos entre el budismo y algunas denominaciones hindúes por diferencias doctrinales, tras la conversión del emperador indio Asoka al budismo, este sin embargo fomentó la tolerancia religiosa y creó monumentos ecuménicos con deidades de diferentes confesiones juntas. El budismo fue perseguido brevemente por emperadores de China y Japón por motivos nacionalistas (ya que era visto como una religión extranjera frente a credos nacionales) pero estas persecuciones fueron la excepción y no la regla. Cuando el budismo se convirtió en la religión dominante de casi todos los países del Sudeste Asiático, no incurrió en persecuciones religiosas salvo casos concretos, e incluso en muchos casos se prestó para un sincretismo con la religión tradicional como el caso del Bön en Tíbet, el taoísmo y la religión tradicional china en China y el Shinto en Japón. No obstante, el budismo y el hinduismo no han estado exentos de conflictos bélicos. 
El jainismo, por ejemplo, es la única religión en la historia que jamás ha estado involucrada en ningún conflicto bélico y que, por el contrario, siempre ha fomentado la tolerancia como uno de sus principios espirituales básicos.[cita requerida]

## Edad Moderna y Edad Contemporánea
Durante el Renacimiento y la Edad Moderna también surgieron destacados exponentes en materia de tolerancia religiosa, como Erasmo de Róterdam, Sebastian Castellion, Maximiliano II de Habsburgo, Michel de Montaigne, Jean Bodin, John Locke y Pierre Bayle.
La evolución hacia sociedades más religiosamente tolerantes fue gradual. Por ejemplo, los judíos, expulsados de varios países de Europa, siendo la más conocida la expulsión de España en 1492, encontraron refugio y tolerancia en la Roma papal de Alejandro VI. En 1568 es aprobado el Edicto de Turda, considerado el primer edicto de tolerancia religiosa de la Historia moderna de Europa. Polonia fue uno de los primeros países de Europa en establecer la libertad de culto religioso en 1573. Otro ejemplo fue en Estados Unidos de Norteamérica, cuando en 1649 la colonia de Maryland, (fundada y gobernada en ese entonces por católicos), sería el primer estado estadounidense en aprobar un acta de tolerancia, que daba libertad de culto a cualquier grupo religioso cristiano. Esta se considera la primera ley de libertad religiosa en el Nuevo Mundo. También en Estados Unidos, los cristianos cuáqueros al fundar Pensilvania, declararon que cualquiera que creyera en un solo Dios sería permitido practicar su religión, en momentos en que había duras restricciones religiosas en una sociedad muy conservadora como la de los Estados Unidos de la época donde, incluso el catolicismo, era mal visto, ejemplo de ello el surgimiento de grupos antisemitas y anticatólicos como el Ku Klux Klan, que por cierto, también es notable mencionar que a este grupo los primeros en enfrentárseles, fueron los estudiantes católicos de la Universidad de Notre Dame.
También en este mismo país, propiamente en Chicago, en 1894 se fundó el Parlamento Mundial de Religiones, el primer esfuerzo histórico por promover la tolerancia religiosa, y el diálogo entre distintas creencias .

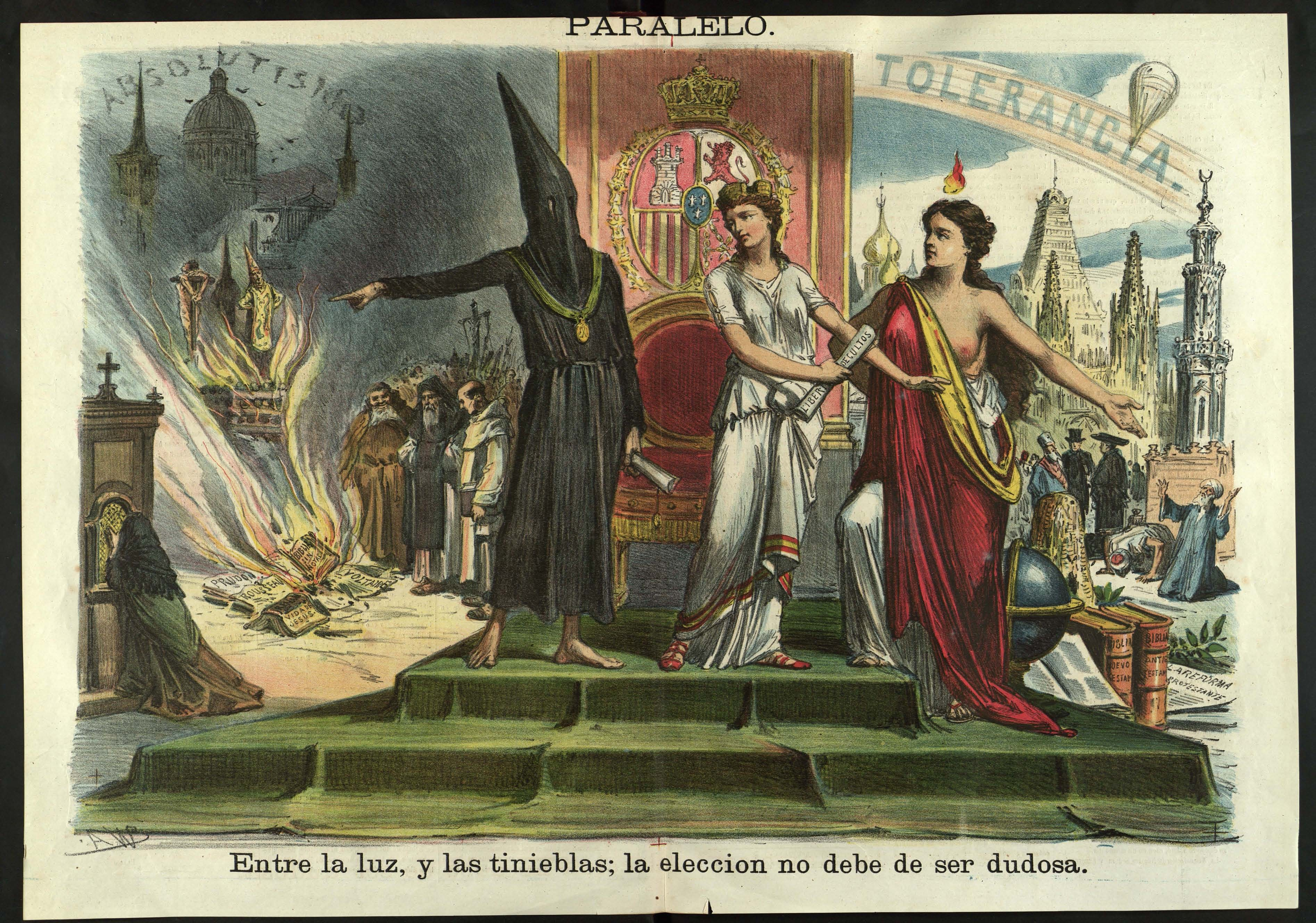
«Paralelo», dibujo aparecido en 1875 en la revista liberal y anticarlista La Madeja, que ofrece la disyuntiva entre una España absolutista e inquisitorial y una España con mezquitas en la que católicos, protestantes y musulmanes conviven armoniosamente.

Ya entrado el siglo XIX, con el advenimiento de organizaciones que proponían el entendimiento y estudio entre toda raza y religión (como la Sociedad Teosófica) , la mentalidad occidental empezó a concebir al Islam, el budismo y el hinduismo como parte de las religiones mundiales, y hasta la fecha, por lo general el judaísmo, el cristianismo, el islamismo, el budismo y el hinduismo son clasificadas como las “cinco grandes religiones del mundo” (aunque hay religiones mucho más numerosas que el judaísmo). Posteriormente se sumaron a estas “cinco grandes” una serie de religiones tradicionalmente aceptadas como legítimas, por lo que se incluía a las siguientes: bahaísmo, budismo, cristianismo, confucianismo, hinduismo, islamismo, jainismo, judaísmo, sikhismo, sintoísmo, taoísmo y zoroastrismo (nótese que religiones con millones de seguidores como el chamanismo, la religión tradicional china, las religiones afroamericanas y el neopaganismo no se incluían)
La Iglesia católica comenzó el proceso de diálogo ecuménico para subsanar gran parte de la intolerancia religiosa del pasado, uno de sus mayores impulsores fue el Papa Juan XXIII que comenzó diálogos por primera vez en siglos con el Arzobispo de Canterbury (líder de la Iglesia Anglicana), y los líderes de las Iglesias Cristianas Ortodoxas. También en el Concilio Vaticano II, (impulsado por el mismo Juan XXIII), se aprueba la declaración Nostra Aetate, documento que estableció nuevas bases en las relaciones de la Iglesia con judíos , musulmanes , budistas, y demás creyentes de otras religiones no cristianas. Posteriormente, el Papa Juan Pablo II realizó también numerosas visitas a Israel, a la Gran Sinagoga de Roma, se reunió con el líder budista, el dalái lama y participó en el diálogo interreligioso con judíos, budistas, musulmanes, hindúes, bahais e incluso chamanes africanos. Asimismo, en octubre de 1986, por primera vez en la historia, invitó en la ciudad de Asís, a líderes de distintas iglesias cristianas, y representantes de otras religiones no cristianas, para orar conjuntamente por la paz del mundo. También, para continuar estas relaciones con las confesiones no cristianas, Juan Pablo II, funda en 1988, el Pontificio Consejo para el Diálogo Interreligioso. Finalmente en el Jubileo de 2000, pidió perdón en nombre de toda la Iglesia, por los pecados cometidos por sus miembros en el pasado, por la violencia e intolerancia religiosa, por la división de los cristianos, por las faltas cometidas a otras religiones no cristianas, etc. Igualmente, también ofreció el perdón para todos los que ayer y hoy, han participado en la persecución de los cristianos.
Otros esfuerzos han sido: los principios de separación Iglesia-Estado propugnados ya en el siglo XVII por pensadores como Thomas Hobbes o John Locke e incluidos en casi todas las constituciones de las democracias liberales, las leyes que decretan la libertad de culto en casi todos los países occidentales, la Declaración Universal de Derechos Humanos que incluye la libertad de culto, y el diálogo realizado por la Iglesia Católica, las Iglesias históricas, y otras grandes religiones mundiales, que en gran medida se comenzó a difundir a partir del Concilio Vaticano II. Gracias a esto, actualmente varios movimientos eclesiales, como el movimiento de los Focolares, la comunidad de Sant'Egidio, o la comunidad de Taizé, fomentan no solo el diálogo ecuménico, para alcanzar la unidad de los cristianos, sino también el diálogo interreligioso, logrando así una comprensión mutua en la tolerancia religiosa.